# Polyura weismanni
Polyura weismanni är en fjärilsart som beskrevs av Fritze 1894. Polyura weismanni ingår i släktet Polyura och familjen praktfjärilar. Inga underarter finns listade i Catalogue of Life.